# Parti égalité

Le Parti égalité était un parti politique québécois qui faisait la promotion du fédéralisme et de la défense des droits des anglophones du Québec.

Le parti Égalité, officiellement parti Égalité / Equality Party, est un parti politique québécois dont le but est de promouvoir le fédéralisme au Québec et défendre les droits des anglophones de la province. Il est fondé en 1989 en réaction à l'insatisfaction des politiques linguistiques du gouvernement Bourassa. Il présente pour la dernière fois des candidats à l'élection de 2003 et se dissout officiellement en 2013.

## Idées politiques
Ce parti estime que « le droit de demeurer Canadien est de la plus haute importance » et que la partition du Québec serait obligatoire en cas de négociation de son mouvement souverainiste du Québec. Le Parti égalité appuie la ratification par le Québec de la Loi constitutionnelle de 1982 et demande l'abrogation de la Loi 101. Il s'oppose à la reconnaissance du Québec comme société distincte.

## Histoire
Le parti est créé le 7 avril 1989, et élit Robert Libman chef du parti. Cinq mois après sa fondation il présente 19 candidats aux élections de septembre 1989 et obtient quatre élus (score national de 3,7 %) à l'Assemblée nationale.
À la suite de cette victoire, le parti fusionne avec le parti Unité le 7 mai 1990. Prônant la même idéologie et né pour les mêmes raisons, ce parti s'adressait aux anglophones hors de Montréal mais n'avait fait élire aucun député.
Si ce début est très prometteur, des batailles internes déchirent le parti et ils perdent de nombreux appuis. Fin 1993, il n'y a plus qu'un député du parti (Neil Cameron), les autres l'ayant quitté pour siéger comme indépendant, voire avec le Parti québécois. Lors des élections de 1994 le parti présente 17 candidats, dont le député sortant, mais n'obtient aucun élu, les élections de 1998 et de 2003 ne sont pas meilleures.
Keith Henderson, chef élu en 1993, a démissionné après les élections de 2003 et aucun chef n'a été désigné pour le remplacer. Depuis, le parti semble dans une situation précaire : il n'a toujours pas de direction, n'a plus de site internet et n'a plus présenté de candidats aux élections. Le parti est néanmoins officiellement inscrit auprès du directeur général des élections pour les élections générales de 2007 et de 2008, même s'il n'y a pas présenté de candidat.
Le 8 août 2012, Robert Libman appelle la minorité anglophone à soutenir la Coalition avenir Québec plutôt que le parti libéral lors des élections générales québécoises de 2012 dans les circonscriptions où il n'y a pas le risque de voir un souverainiste élu.
Par le retrait d'autorisation du DGEQ, le parti Égalité est officiellement retiré de la politique québécoise légale le 11 mai 2012.

### Référendum sur la séparation du Québec en 1995

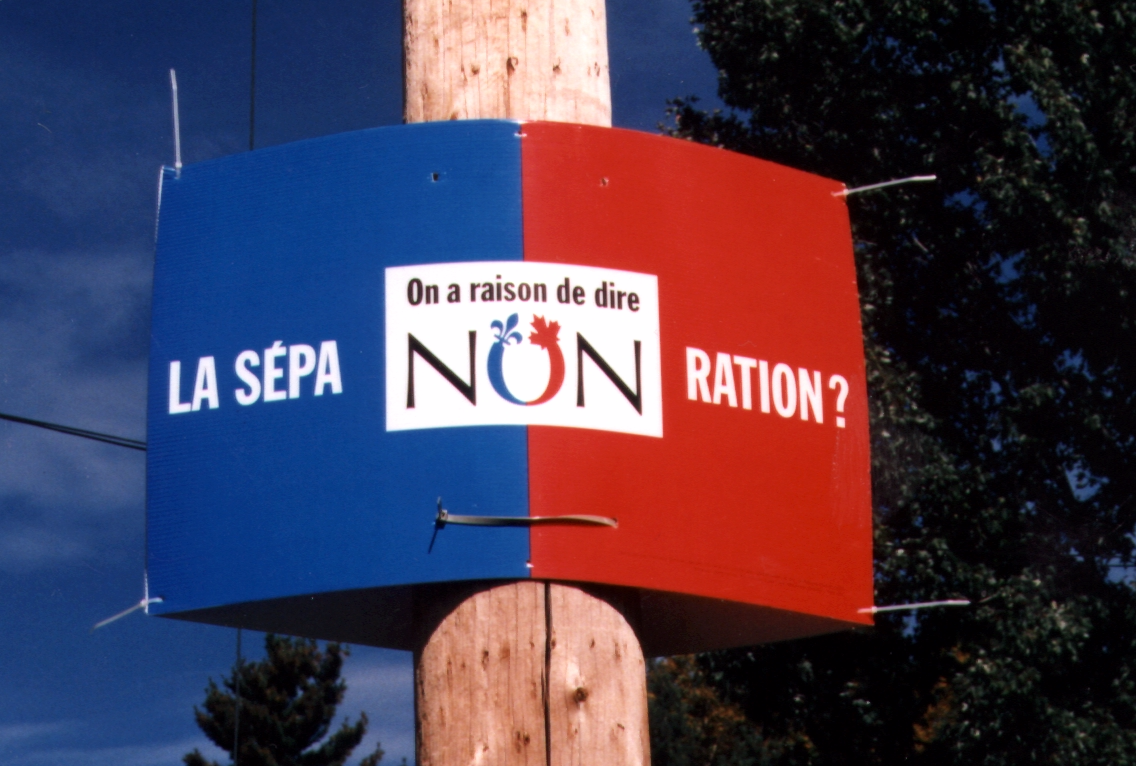
Le parti Égalité a fait campagne dans le camp du NON lors du référendum sur la séparation du Québec en 1995.

Le Parti égalité a fait campagne dans le camp du NON en 1995 en compagnie de son chef de l'époque Keith Henderson. Le parti Égalité voulait surtout insister sur la partition du territoire québécois advenant la victoire du OUI ainsi que sur des principes inspirés de la loi sur la clarté référendaire de Jean Chrétien.

### Contestation de la loi 99
En 2012 Keith Henderson dépose une contestation de la Loi 99 qui relativise le droit du Québec de se séparer du Canada par référendum (qui sera reprise par Stephen Harper en octobre 2013) et refait parler de lui et du parti Égalité.
En 2018, le jugement est rendu : la Cour supérieure du Québec juge que la loi 99 respecte la Constitution du Canada et qu'en conséquence elle n'a pas besoin d'être modifiée. Keith Henderson a pris quelques jours à la suite du jugement avant de réagir. Il pourrait encore porter la cause en appel,.

## Chef du parti
- Robert Libman (1989-1993)
- Keith Henderson (1993-2003)[10]

## Députés à l'Assemblée nationale du Québec (1989-1994)
Aux élections de 1989, le parti obtient quatre députés à l'Assemblée nationale, trois d'entre eux démissionneront du parti à cause de batailles internes.
- Robert Libman[11], député de D'Arcy McGee, chef du parti de 1989 à 1993, il en démissionne et siège comme indépendant à partir du 2 décembre 1993. Il se représente en 1994 et n'est pas réélu.
- Richard Holden[12], député de Westmount, qui démissionne du parti et siège comme indépendant à partir du 11 octobre 1991 et comme député du Parti québécois à compter du 11 août 1992. Il se représente dans une circonscription voisine en 1994 et n'est pas élu.
- Gordon Atkinson[13], député de Notre-Dame-de-Grâce, qui démissionne du parti et siège comme indépendant à partir du 29 mars 1994. Il se représente en 1994 et n'est pas réélu.
- Neil Cameron[14], député de Jacques-Cartier, est le seul à rester encarté au parti tout le long de son mandat. Il se représente en 1994 et n'est pas réélu.

## Résultats électoraux
| Élection | Chef            | Votes   | %    | Sièges    | Sièges  | Sièges | Positionnement | Gouvernement        |
| Élection | Chef            | Votes   | %    | Candidats | Obtenus | +/–    | Positionnement | Gouvernement        |
| -------- | --------------- | ------- | ---- | --------- | ------- | ------ | -------------- | ------------------- |
| 1989     | Robert Libman   | 125 726 | 3,69 | 19        | 4 / 125 | 4      | 3e             | Opposition          |
| 1994     | Keith Henderson | 11 526  | 0,29 | 17        | 0 / 125 | 4      | 6e             | Extra-parlementaire |
| 1998     | Keith Henderson | 12 543  | 0,31 | 24        | 0 / 125 | 0      | 5e             | Extra-parlementaire |
| 2003     | Keith Henderson | 4 051   | 0,11 | 21        | 0 / 125 | 0      | 7e             | Extra-parlementaire |